# Yrjö Wichmann
Yrjö Jooseppi Wichmann (ur. 8 września 1868 w Limince, zm. 5 maja 1932 w Helsinkach) – językoznawca fiński, zasłużony głównie dla poznania języków permskich, języka czeremiskiego (inaczej: maryjskiego) i dialektu csángó języka węgierskiego.
Na pierwszą wyprawę badawczą do Wotiaków (dziś zwanych często Udmurtami) został wysłany jeszcze jako student w czerwcu 1891 r. przez Société Finno-Ougrienne. Wyprawa trwała około roku i Wichmann przywiózł z niej zbiór 55 bajek, 560 pieśni, 40 modlitw, 440 zagadek, ok. 100 przysłów i zaklęć, a także rękopis sporządzonego przez dwóch miejscowych nauczycieli słownika jednego z dialektów wotiackich. W lecie 1894 r. wyruszył do Wotiaków po raz drugi. W 1897 r. opublikował swój doktorat o historii wokalizmu pierwszej sylaby w języku wotiackim (udmurckim).
Jednocześnie prowadził badania nad językiem zyriańskim (komi), którego znajomość mógł pogłębić jeszcze w Finlandii dzięki młodemu Zyrianinowi, który odbywał służbę wojskową w Petersburgu, skąd został na prośbę Société odkomenderowany do Helsinek, żeby służyć Wichmannowi pomocą jako native speaker. We wrześniu 1901 r. Wichmann wyruszył za pieniądze Uniwersytetu Helsińskiego, którego profesorem został dopiero co w tym roku mianowany, na wyprawę naukową do Zyrianów, z której powrócił po roku.
W 1903 r. opublikował monografię o zapożyczeniach czuwaskich w językach permskich. Jest to dzisiaj bodaj najbardziej znana jego praca, nadal wykorzystywana i cytowana.
W październiku 1905 r. wyruszył z żoną na prawie roczną wyprawę do Czeremisów (Maryjczyków). Zebrane wówczas teksty z pięciu dialektów czeremiskich wydał jednak dopiero w 1931 r. Po powrocie do Helsinek w sierpniu 1906 r. nie zatrzymał się w mieście na długo. Już jesienią tegoż roku pojechał do Mołdawii badać używany tam węgierski dialekt csángó. W ciągu czterech miesięcy zebrał pokaźną ilość poezji ludowej, zapisał ok. 6 tys. wyrazów do planowanego słownika i sporządził opis gramatyki tego dialektu. Materiałów tych jednak nie zdążył już sam opublikować. Wydano je pośmiertnie dopiero w 1936 r. Był redaktorem naczelnym Tietosanakirja (1921), fińskiego odpowiednika encyklopedii Nordisk familjebok.
W 1920 r. został mianowany profesorem zwyczajnym językoznawstwa ugrofińskiego.
Wszystkie badania Wichmanna skupiały się na fonetyce historycznej i etymologii. Innymi działami językoznawstwa nie interesował się właściwie wcale (pominąwszy jeden artykuł o czeremiskim słowotwórstwie nominalnym i jeden o fleksji w językach permskich). Najtrwalszym i najwartościowszym elementem jego pracy były niewątpliwie zebrane materiały językowe dające podstawę opisu tych języków w ich stanie z przełomu XIX i XX w.
Jego żona Julia Maria Wichmann (1881–1974, z domu Herrmann, Niemka pochodząca z Pančeva w Wojwodinie) towarzyszyła mężowi w niektórych wyprawach. Wydała książkę o etnografii Maryjczyków: Beiträge zur Ethnographie der Tscheremissen (1913).

## Publikacje
- Zur Geschichte des Vokalismus der ersten Silbe im Wotjakischen (1897)
- Wotjakische Chrestomathie mit Glossar (1901)
- Die tschuwassischen Lehnwörter in den permischen Sprachen (1903)
- Zur Geschichte der finnisch-ugrischen anlautenden Affrikaten (1911)
- Zur Geschichte der finnisch-ugrischen l-Laute (1914)
- Nordisk Familiebog (1921)

## Literatura
- Korhonen, M.: Finno-Ugrian language studies in Finland 1828-1918, Helsinki 1986.
- Stipa, G.J.: Finnisch-ugrische Sprachforschung von der Renaissance bis zum Neupositivismus, Helsinki 1990.